# 그랜드 올 오프리

로고

그랜드 올 오프리(Grand Ole Opry)는 미국 테네시주 내슈빌의 라디오 방송국 WSM에서 매주 토요일 밤 진행되는 컨트리 음악 공개 라이브 방송 라디오 프로그램이다. 1925년 11월 28일부터 방송이 시작되었다.

## 같이 보기
- 컨트리 음악 협회
- 컨트리 음악 명예의 전당 박물관